# Jeugny

Jeugny este o comună în departamentul Aube din nord-estul Franței. În 1 ianuarie 2022 avea o populație de 462 de locuitori.